# حماد أظهر
محمد حماد أزهر (بالأردوية: محمد حماد اظہر)‏ هو سياسي باكستاني وهو وزير الطاقة الحالي لباكستان منذ 16 أبريل 2021. شغل سابقًا منصب وزير المالية الباكستاني من 29 مارس 2021 إلى 16 أبريل 2021.
شغل سابقًا منصب الوزير الاتحادي للشؤون الاقتصادية من 10 يوليو 2019 حتى 5 أبريل 2020 ووزير الصناعة والإنتاج الفيدرالي من 6 أبريل 2020 حتى 6 مارس 2021. وشغل منصب وزير الدولة لشؤون الإيرادات من 11 سبتمبر 2018 إلى 9 تموز 2019 وبعد ذلك لفترة وجيزة الوزير الاتحادي للإيرادات من 8 يوليو 2019 إلى 9 يوليو 2019. كما شغل منصب وزير المالية والإيرادات الفيدرالي من 29 مارس 2021 إلى 16 أبريل 2021.